# Campbell Ridges
Die Campbell Ridges sind ein unregelmäßiger Zusammenschluss von bis zu etwa 1500 m hohen Gebirgskämmen an der Rymill-Küste im Westen des Palmerlands auf der Antarktischen Halbinsel. Sie ragen zwischen dem Creswick Gap und dem Mount Courtauld auf. Zwei Gebirgskämme mit nordsüdlicher Ausrichtung sind über einen mit ostwestlicher Ausrichtung verbunden, auf dem sich die höchsten Gipfel dieser Gruppe befinden.
Das Advisory Committee on Antarctic Names benannte das Gebirge 1976 nach Lieutenant Commander Bruce H. Campbell von der United States Navy, Kommandant einer LC-130 Hercules zur Unterstützung von Feldforschungsmannschaften unter anderem an der Lassiter-Küste in den antarktischen Sommermonaten von 1969 bis 1970 und von 1970 bis 1971.